# Campionato europeo femminile di pallamano 2024
Il campionato europeo femminile di pallamano 2024 è stata la 16ª edizione del massimo torneo di pallamano per squadre nazionali femminili, organizzato dalla European Handball Federation (EHF). Il torneo si è disputato dal 28 novembre al 15 dicembre 2024 in Austria negli impianti di Innsbruck e Vienna, in Svizzera nell'impianto di Basilea e in Ungheria nell'impianto di Debrecen.
Il campionato è stato vinto per la decima volta, la terza consecutiva, dalla Norvegia, che in finale ha sconfitto la Danimarca.

## Formato
A partite da quest'edizione, il numero di squadre partecipanti è stato aumentato da sedici a ventiquattro. La decisione venne presa dal comitato esecutivo dell'EHF, sulla base delle raccomandazioni ricevute, nel corso del 145º incontro del comitato, tenutosi a Copenaghen il 4 e 5 aprile 2019.
Le ventiquattro nazionali partecipanti sono state suddivise in sei gironi da quattro squadre ciascuno. Le prime due classificate hanno avuto accesso alla seconda fase, dove sono state suddivise in due gironi da sei squadre ciascuno: ciascuna squadra ha portato nella seconda fase i punti conquistati contro l'altra qualificata del proprio girone e ha affrontato le altre quattro squadre. Le prime due classificate hanno poi avuto accesso alle semifinali, mentre le terze hanno disputato la finale per il quinto posto. La prime tre classificate si sono qualificate al campionato mondiale 2025.

## Impianti
Il torneo è stato disputato in quattro sedi, due in Austria, Innsbruck e Vienna, una in Svizzera, Basilea, e una in Ungheria, Debrecen. Inizialmente, era previsto che le semifinali e le finali venissero disputate al MVM Dome di Budapest, ma vennero poi spostate alla Wiener Stadthalle di Vienna.
| Austria                           | Austria           |
| --------------------------------- | ----------------- |
| Innsbruck                         | Vienna            |
| Olympiahalle                      | Wiener Stadthalle |
| Capacità: 8 000                   | Capacità: 8 785   |
|                                   |                   |
| Innsbruck Vienna Basilea Debrecen |                   |
| Svizzera                          | Ungheria          |
| Basilea                           | Debrecen          |
| St. Jakobshalle                   | Főnix Aréna       |
| Capacità: 6 500                   | Capacità: 4 163   |
|                                   |                   |

## Qualificazioni
Le qualificazioni al campionato europeo sono state organizzate su un'unica fase a gironi. Vi hanno partecipato 31 squadre nazionali, suddivise in sette gironi da quattro squadre ciascuno e un ottavo girone da tre squadre. In ciascun raggruppamento si è disputato un girone all'italiana con partite di andata e ritorno e le prime due classificate di ciascun girone sono state ammesse alla fase finale del campionato europeo. Le quattro migliori terze sono state anche ammesse alla fase finale.
Non hanno participato le nazionali di Russia e Bielorussia, essendo state le rispettive federazioni sospese il 4 marzo 2022 dal comitato esecutivo dell'EHF dopo l'invasione russa dell'Ucraina. La nazionale della Gran Bretagna si era ritirata dopo il sorteggio dei gironi.

## Squadre partecipanti
| Pr. | Squadra            | Qualificata come                                   | Data di qualificazione | Precedenti partecipazioni                                                                     |
| --- | ------------------ | -------------------------------------------------- | ---------------------- | --------------------------------------------------------------------------------------------- |
| 1   | Austria            | Nazione co-organizzatrice della fase finale        | 25 gennaio 2020        | 8 (1994, 1996, 1998, 2000, 2002, 2004, 2006, 2008)                                            |
| 2   | Svizzera           | Nazione co-organizzatrice della fase finale        | 25 gennaio 2020        | 1 (2022)                                                                                      |
| 3   | Ungheria           | Nazione co-organizzatrice della fase finale        | 25 gennaio 2020        | 15 (1994, 1996, 1998, 2000, 2002, 2004, 2006, 2008, 2010, 2012, 2014, 2016, 2018, 2020, 2022) |
| 4   | Norvegia           | Vincitrice del campionato europeo 2022             | 20 novembre 2022       | 15 (1994, 1996, 1998, 2000, 2002, 2004, 2006, 2008, 2010, 2012, 2014, 2016, 2018, 2020, 2022) |
| 5   | Danimarca          | Vincitrice gruppo 8 di qualificazione              | 28 febbraio 2024       | 15 (1994, 1996, 1998, 2000, 2002, 2004, 2006, 2008, 2010, 2012, 2014, 2016, 2018, 2020, 2022) |
| 6   | Svezia             | Vincitrice gruppo 7 di qualificazione              | 2 marzo 2024           | 13 (1994, 1996, 2002, 2004, 2006, 2008, 2010, 2012, 2014, 2016, 2018, 2020, 2022)             |
| 7   | Paesi Bassi        | Vincitrice gruppo 3 di qualificazione              | 3 marzo 2024           | 9 (1998, 2002, 2006, 2010, 2014, 2016, 2018, 2020, 2022)                                      |
| 8   | Romania            | Vincitrice gruppo 1 di qualificazione              | 3 marzo 2024           | 14 (1994, 1996, 1998, 2000, 2002, 2004, 2008, 2010, 2012, 2014, 2016, 2018, 2020, 2022)       |
| 9   | Francia            | Vincitrice gruppo 4 di qualificazione              | 3 marzo 2024           | 12 (2000, 2002, 2004, 2006, 2008, 2010, 2012, 2014, 2016, 2018, 2020, 2022)                   |
| 10  | Spagna             | Vincitrice gruppo 5 di qualificazione              | 3 marzo 2024           | 12 (1998, 2002, 2004, 2006, 2008, 2010, 2012, 2014, 2016, 2018, 2020, 2022)                   |
| 11  | Montenegro         | Vincitrice gruppo 6 di qualificazione              | 3 marzo 2024           | 7 (2010, 2012, 2014, 2016, 2018, 2020, 2022)                                                  |
| 12  | Croazia            | Seconda gruppo 1 di qualificazione                 | 3 aprile 2024          | 12 (1994, 1996, 2004, 2006, 2008, 2010, 2012, 2014, 2016, 2018, 2020, 2022)                   |
| 13  | Macedonia del Nord | Seconda gruppo 5 di qualificazione                 | 3 aprile 2024          | 6 (1998, 2000, 2006, 2008, 2012, 2022)                                                        |
| 14  | Germania           | Vincitrice gruppo 2 di qualificazione              | 4 aprile 2024          | 15 (1994, 1996, 1998, 2000, 2002, 2004, 2006, 2008, 2010, 2012, 2014, 2016, 2018, 2020, 2022) |
| 15  | Ucraina            | Seconda gruppo 2 di qualificazione                 | 7 aprile 2024          | 11 (1994, 1996, 1998, 2000, 2002, 2004, 2006, 2008, 2010, 2012, 2014)                         |
| 16  | Rep. Ceca          | Seconda gruppo 3 di qualificazione                 | 7 aprile 2024          | 7 (1994, 2002, 2004, 2012, 2016, 2018, 2020)                                                  |
| 17  | Slovenia           | Seconda gruppo 4 di qualificazione                 | 7 aprile 2024          | 8 (2002, 2004, 2006, 2010, 2016, 2018, 2020, 2022)                                            |
| 18  | Serbia             | Seconda gruppo 6 di qualificazione                 | 7 aprile 2024          | 9 (2006, 2008, 2010, 2012, 2014, 2016, 2018, 2020, 2022)                                      |
| 19  | Islanda            | Seconda gruppo 7 di qualificazione                 | 7 aprile 2024          | 2 (2010, 2012)                                                                                |
| 20  | Polonia            | Seconda gruppo 8 di qualificazione                 | 7 aprile 2024          | 8 (1996, 1998, 2006, 2014, 2016, 2018, 2020, 2022)                                            |
| 21  | Turchia            | Tra le quattro migliori terze nelle qualificazioni | 7 aprile 2024          | 0                                                                                             |
| 22  | Slovacchia         | Tra le quattro migliori terze nelle qualificazioni | 7 aprile 2024          | 2 (1994, 2014)                                                                                |
| 23  | Portogallo         | Tra le quattro migliori terze nelle qualificazioni | 7 aprile 2024          | 1 (2008)                                                                                      |
| 24  | Fær Øer            | Tra le quattro migliori terze nelle qualificazioni | 7 aprile 2024          | 0                                                                                             |

## Sorteggio
Il sorteggio dei gironi si è svolto il 18 aprile 2024 a Vienna e le 24 squadre partecipanti sono state suddivise in quattro urne.
| Urna 1                                                               | Urna 2                                                        | Urna 3                                                                 | Urna 4                                                              |
| -------------------------------------------------------------------- | ------------------------------------------------------------- | ---------------------------------------------------------------------- | ------------------------------------------------------------------- |
| - Norvegia - Danimarca - Montenegro - Francia - Svezia - Paesi Bassi | - Germania - Spagna - Romania - Ungheria - Svizzera - Austria | - Slovenia - Croazia - Polonia - Serbia - Macedonia del Nord - Islanda | - Rep. Ceca - Ucraina - Turchia - Fær Øer - Portogallo - Slovacchia |

## Turno preliminare

### Girone A

#### Classifica
| Pos. | Squadra            | Pt | G | V | N | P | GF  | GS  | DR  |
| ---- | ------------------ | -- | - | - | - | - | --- | --- | --- |
| 1.   | Ungheria           | 6  | 3 | 3 | 0 | 0 | 91  | 68  | +23 |
| 2.   | Svezia             | 4  | 3 | 2 | 0 | 1 | 100 | 69  | +31 |
| 3.   | Macedonia del Nord | 1  | 3 | 0 | 1 | 2 | 62  | 82  | -20 |
| 4.   | Turchia            | 1  | 3 | 0 | 1 | 2 | 68  | 102 | -34 |

#### Risultati
| Arbitro: | Balvan, Praštalo |

|                         |           |         |
| Győri-Lukács, Klujber 6 | Marcatori | İskit 5 |

| Arbitro: | Duplii, Pobedrina |

|          |           |                |
| Hagman 9 | Marcatori | 4 giocatrici 3 |

| Arbitro: | Weijmans, Wolbertus |

|           |           |           |
| Carlson 6 | Marcatori | Klujber 8 |

| Arbitro: | Braseth, Sundet |

|             |           |            |
| Ristovska 8 | Marcatori | Gökdemir 7 |

| Arbitro: | Hansen, Jensen |

|             |           |                    |
| Ristovska 6 | Marcatori | Szöllősi-Schatzl 6 |

| Arbitro: | Brkić, Jusufhodžić |

|                |           |           |
| 3 giocatrici 3 | Marcatori | Hagman 11 |

### Girone B

#### Classifica
| Pos. | Squadra    | Pt | G | V | N | P | GF | GS | DR  |
| ---- | ---------- | -- | - | - | - | - | -- | -- | --- |
| 1.   | Montenegro | 6  | 3 | 3 | 0 | 0 | 79 | 64 | +15 |
| 2.   | Romania    | 4  | 3 | 2 | 0 | 1 | 81 | 80 | +1  |
| 3.   | Rep. Ceca  | 2  | 3 | 1 | 0 | 2 | 76 | 81 | -5  |
| 4.   | Serbia     | 0  | 3 | 0 | 0 | 3 | 67 | 78 | -11 |

#### Risultati
| Arbitro: | Brkić, Jusufhodžić |

|           |           |              |
| Bazaliu 9 | Marcatori | Cholevová 11 |

| Arbitro: | A. Covalciuc, I. Covalciuc |

|             |           |           |
| Jauković 11 | Marcatori | Jovović 7 |

| Arbitro: | Backović, Palačković |

|          |           |               |
| Mugoša 8 | Marcatori | Seraficeanu 6 |

| Arbitro: | Barysas, Petrušis |

|              |           |                        |
| Janjušević 9 | Marcatori | Cholevová, Jeřábková 8 |

| Arbitro: | Braseth, Sundet |

|              |           |                       |
| Janjušević 7 | Marcatori | Seraficeanu, Stoica 5 |

| Arbitro: | Weijmans, Wolbertus |

|                          |           |            |
| A. Franková, Jeřábková 4 | Marcatori | Jauković 8 |

### Girone C

#### Classifica
| Pos. | Squadra    | Pt | G | V | N | P | GF | GS | DR  |
| ---- | ---------- | -- | - | - | - | - | -- | -- | --- |
| 1.   | Francia    | 6  | 3 | 3 | 0 | 0 | 87 | 60 | +27 |
| 2.   | Polonia    | 4  | 3 | 2 | 0 | 1 | 70 | 79 | -9  |
| 3.   | Spagna     | 2  | 3 | 1 | 0 | 2 | 75 | 74 | +1  |
| 4.   | Portogallo | 0  | 3 | 0 | 0 | 3 | 61 | 80 | -19 |

#### Risultati
| Arbitro: | Backović, Palačković |

|          |           |           |
| Campos 8 | Marcatori | Resende 8 |

| Arbitro: | Hansen, Jensen |

|            |           |              |
| Coatanea 5 | Marcatori | Uścinowicz 4 |

| Arbitro: | Doychinov, Goretsov |

|              |           |         |
| Kobylińska 7 | Marcatori | Lopes 5 |

| Arbitro: | Merisi, Pepe |

|             |           |              |
| Valentini 6 | Marcatori | So Delgado 9 |

| Arbitro: | A. Covalciuc, I. Covalciuc |

|          |           |                   |
| Rosiak 6 | Marcatori | Erauskin, Vegué 6 |

| Arbitro: | Duplii, Pobedrina |

|            |           |                     |
| Sequeira 4 | Marcatori | Bouktit, Toublanc 5 |

### Girone D

#### Classifica
| Pos. | Squadra   | Pt | G | V | N | P | GF  | GS | DR  |
| ---- | --------- | -- | - | - | - | - | --- | -- | --- |
| 1.   | Danimarca | 6  | 3 | 3 | 0 | 0 | 102 | 80 | +22 |
| 2.   | Svizzera  | 4  | 3 | 2 | 0 | 1 | 84  | 82 | +2  |
| 3.   | Fær Øer   | 1  | 3 | 0 | 1 | 2 | 66  | 78 | -12 |
| 4.   | Croazia   | 1  | 3 | 0 | 1 | 2 | 65  | 77 | -12 |

#### Risultati
| Arbitro: | Barysas, Petrušis |

|            |           |                       |
| Gautschi 8 | Marcatori | Brandenborg, Mittún 7 |

| Arbitro: | Lesiak, Lidacka |

|          |           |            |
| Møller 7 | Marcatori | Pavlović 6 |

| Arbitro: | Doychinov, Goretsov |

|         |           |                     |
| Ježić 5 | Marcatori | Mittún, Samuelsen 5 |

| Arbitro: | Merisi, Pepe |

|         |           |          |
| Friis 9 | Marcatori | Schmid 8 |

| Arbitro: | Altmár, Horváth |

|                |           |              |
| Brandenborg 10 | Marcatori | Østergaard 5 |

| Arbitro: | Carmaux, Mursch |

|                   |           |                   |
| Barišić, Birtić 5 | Marcatori | Baumann, Schmid 6 |

### Girone E

#### Classifica
| Pos. | Squadra    | Pt | G | V | N | P | GF  | GS  | DR  |
| ---- | ---------- | -- | - | - | - | - | --- | --- | --- |
| 1.   | Norvegia   | 6  | 3 | 3 | 0 | 0 | 109 | 65  | +44 |
| 2.   | Slovenia   | 4  | 3 | 2 | 0 | 1 | 88  | 81  | +7  |
| 3.   | Austria    | 2  | 3 | 1 | 0 | 2 | 85  | 87  | -2  |
| 4.   | Slovacchia | 0  | 3 | 0 | 0 | 3 | 63  | 112 | -49 |

#### Risultati
| Arbitro: | Lovin, Stancu |

|                        |           |         |
| I. Ivančok, Reichert 8 | Marcatori | Lancz 9 |

| Arbitro: | Carmaux, Mursch |

|           |           |          |
| Reistad 9 | Marcatori | Stanko 7 |

| Arbitro: | Kažanegra, Vujačić |

|            |           |                |
| Breistøl 6 | Marcatori | 3 giocatrici 4 |

| Arbitro: | Antić, Jakovljević |

|          |           |              |
| Stanko 9 | Marcatori | Šutranová 11 |

| Arbitro: | Álvarez, Bustamante |

|          |           |            |
| Stanko 8 | Marcatori | Reichert 9 |

| Arbitro: | Lesiak, Lidacka |

|             |           |          |
| Šutranová 5 | Marcatori | Herrem 8 |

### Girone F

#### Classifica
| Pos. | Squadra     | Pt | G | V | N | P | GF | GS  | DR  |
| ---- | ----------- | -- | - | - | - | - | -- | --- | --- |
| 1.   | Paesi Bassi | 6  | 3 | 3 | 0 | 0 | 99 | 70  | +29 |
| 2.   | Germania    | 4  | 3 | 2 | 0 | 1 | 82 | 65  | +17 |
| 3.   | Islanda     | 1  | 3 | 0 | 1 | 2 | 71 | 81  | -10 |
| 4.   | Ucraina     | 1  | 3 | 0 | 1 | 2 | 64 | 100 | -36 |

#### Risultati
| Arbitro: | Altmár, Horváth |

|                |           |                 |
| 3 giocatrici 5 | Marcatori | Albertsdóttir 8 |

| Arbitro: | Antić, Jakovljević |

|             |           |              |
| Grijseels 6 | Marcatori | Goril's'ka 4 |

| Arbitro: | Álvarez, Bustamante |

|            |           |             |
| Housheer 7 | Marcatori | Grijseels 5 |

| Arbitro: | Lovin, Stancu |

|                 |           |            |
| Albertsdóttir 7 | Marcatori | Smbatjan 8 |

| Arbitro: | Kažanegra, Vujačić |

|            |           |          |
| Smbatjan 7 | Marcatori | Dekker 9 |

| Arbitro: | Balvan, Praštalo |

|                 |           |         |
| Albertsdóttir 6 | Marcatori | Engel 7 |

## Turno principale

### Girone I

#### Classifica
| Pos. | Squadra    | Pt | G | V | N | P | GF  | GS  | DR  |
| ---- | ---------- | -- | - | - | - | - | --- | --- | --- |
| 1.   | Francia    | 10 | 5 | 5 | 0 | 0 | 157 | 124 | +33 |
| 2.   | Ungheria   | 8  | 5 | 4 | 0 | 1 | 153 | 125 | +28 |
| 3.   | Svezia     | 4  | 5 | 2 | 0 | 3 | 133 | 137 | -4  |
| 4.   | Montenegro | 4  | 5 | 2 | 0 | 3 | 124 | 135 | -11 |
| 5.   | Polonia    | 2  | 5 | 1 | 0 | 4 | 125 | 153 | -28 |
| 6.   | Romania    | 2  | 5 | 1 | 0 | 4 | 128 | 146 | -18 |

#### Risultati
| Arbitro: | Antić, Jakovljević |

|          |           |              |
| Hagman 9 | Marcatori | Kobylińska 6 |

| Arbitro: | Hansen, Jensen |

|             |           |           |
| Valentini 6 | Marcatori | Bazaliu 6 |

| Arbitro: | Álvarez, Bustamante |

|           |           |            |
| Klujber 6 | Marcatori | Jauković 5 |

| Arbitro: | Weijmans, Wolbertus |

|             |           |           |
| Lindqvist 5 | Marcatori | Bazaliu 8 |

| Arbitro: | Braseth, Sundet |

|         |           |             |
| Zaadi 7 | Marcatori | Pavićević 6 |

| Arbitro: | Brkić, Jusufhodžić |

|         |           |          |
| Vámos 8 | Marcatori | Rosiak 4 |

| Arbitro: | Hansen, Jensen |

|            |           |              |
| Jauković 8 | Marcatori | Kobylińska 6 |

| Arbitro: | Antić, Jakovljević |

|            |           |          |
| Klujber 10 | Marcatori | Ostase 6 |

| Arbitro: | Brkić, Jusufhodžić |

|                  |           |                      |
| Axnér, Roberts 4 | Marcatori | Horacek, Nze Minko 6 |

| Arbitro: | Braseth, Sundet |

|          |           |                 |
| Grozav 7 | Marcatori | Balsam, Nocuń 5 |

| Arbitro: | Weijmans, Wolbertus |

|           |           |                    |
| Klujber 9 | Marcatori | Foppa, Valentini 5 |

| Arbitro: | Barysas, Petrušis |

|          |           |            |
| Hagman 6 | Marcatori | Jauković 9 |

### Girone II

#### Classifica
| Pos. | Squadra     | Pt | G | V | N | P | GF  | GS  | DR  |
| ---- | ----------- | -- | - | - | - | - | --- | --- | --- |
| 1.   | Norvegia    | 10 | 5 | 5 | 0 | 0 | 163 | 122 | +41 |
| 2.   | Danimarca   | 8  | 5 | 4 | 0 | 1 | 152 | 131 | +21 |
| 3.   | Paesi Bassi | 6  | 5 | 3 | 0 | 2 | 139 | 134 | +5  |
| 4.   | Germania    | 4  | 5 | 2 | 0 | 3 | 142 | 134 | +8  |
| 5.   | Slovenia    | 2  | 5 | 1 | 0 | 4 | 124 | 152 | -28 |
| 6.   | Svizzera    | 0  | 5 | 0 | 0 | 5 | 135 | 182 | -47 |

#### Risultati
| Arbitro: | A. Covalciuc, I. Covalciuc |

|          |           |        |
| Schmid 8 | Marcatori | Hauf 6 |

| Arbitro: | Barysas, Petrušis |

|             |           |          |
| Malestein 6 | Marcatori | Stanko 7 |

| Arbitro: | Kažanegra, Vujačić |

|         |           |                     |
| Aagot 6 | Marcatori | Breistøl, Reistad 5 |

| Arbitro: | Balvan, Praštalo |

|                      |           |                    |
| Emmenegger, Schmid 5 | Marcatori | A. Abina, Stanko 6 |

| Arbitro: | Lovin, Stancu |

|                      |           |        |
| Hansen, Østergaard 6 | Marcatori | Antl 4 |

| Arbitro: | Carmaux, Mursch |

|          |           |          |
| Nüsser 5 | Marcatori | Herrem 6 |

| Arbitro: | Kažanegra, Vujačić |

|            |           |             |
| Gautschi 6 | Marcatori | Sprengers 7 |

| Arbitro: | Balvan, Praštalo |

|           |           |                |
| Reistad 9 | Marcatori | 4 giocatrici 4 |

| Arbitro: | Álvarez, Bustamante |

|              |           |          |
| Halilcevic 6 | Marcatori | Stanko 8 |

| Arbitro: | Carmaux, Mursch |

|                |           |        |
| 3 giocatrici 3 | Marcatori | Lott 6 |

| Arbitro: | A. Covalciuc, I. Covalciuc |

|          |           |             |
| Hansen 7 | Marcatori | Housheer 10 |

| Arbitro: | Lovin, Stancu |

|          |           |                           |
| Schmid 7 | Marcatori | Hovden, Solberg-Isaksen 5 |

## Fase a eliminazione diretta

### Tabellone
|  | Semifinali | Semifinali | Semifinali |          |           | Finale          | Finale          | Finale          |  |
|  |            |            |            |          |           |                 |                 |                 |  |
|  | I1         | Francia    | 22         |          |           |                 |                 |                 |  |
|  | I1         | Francia    | 22         |          |           |                 |                 |                 |  |
|  | II2        | Danimarca  | 24         |          |           |                 |                 |                 |  |
|  | II2        | Danimarca  | 24         |          | Danimarca | Danimarca       | 23              |                 |  |
|  |            |            |            |          | Danimarca | Danimarca       | 23              |                 |  |
|  |            |            | Norvegia   | Norvegia | 31        |                 |                 |                 |  |
|  | I2         | Ungheria   | Norvegia   | Norvegia | 31        | 22              |                 |                 |  |
|  | I2         | Ungheria   |            |          |           | 22              |                 |                 |  |
|  | II1        | Norvegia   | 30         |          |           | Finale 3º posto | Finale 3º posto | Finale 3º posto |  |
|  | II1        | Norvegia   | 30         |          |           |                 |                 |                 |  |
|  |            |            |            |          |           |                 |                 |                 |  |
|  |            |            |            |          |           | Francia         | Francia         | 24              |  |
|  |            |            |            |          |           | Francia         | Francia         | 24              |  |
|  |            |            |            |          |           | Ungheria        | Ungheria        | 25              |  |

### Finale quinto posto
| Arbitro: | Balvan, Praštalo |

|                      |           |            |
| Lindqvist, Roberts 8 | Marcatori | Housheer 9 |

### Semifinali
| Arbitro: | Álvarez, Bustamante |

|           |           |           |
| Klujber 5 | Marcatori | Reistad 7 |

| Arbitro: | Lovin, Stancu |

|         |           |          |
| Foppa 4 | Marcatori | Hansen 7 |

### Finale terzo posto
| Arbitro: | A. Covalciuc, I. Covalciuc |

|                |           |           |
| 3 giocatrici 4 | Marcatori | Klujber 9 |

### Finale
| Arbitro: | Antić, Jakovljević |

|                   |           |           |
| Hansen, Højlund 5 | Marcatori | Reistad 8 |

## Classifica finale
| Pos.    | Nazione            |
| ------- | ------------------ |
| Oro     | Norvegia           |
| Argento | Danimarca          |
| Bronzo  | Ungheria           |
| 4       | Francia            |
| 5       | Svezia             |
| 6       | Paesi Bassi        |
| 7       | Germania           |
| 8       | Montenegro         |
| 9       | Polonia            |
| 10      | Slovenia           |
| 11      | Romania            |
| 12      | Svizzera           |
| 13      | Spagna             |
| 14      | Austria            |
| 15      | Rep. Ceca          |
| 16      | Islanda            |
| 17      | Fær Øer            |
| 18      | Macedonia del Nord |
| 19      | Croazia            |
| 20      | Turchia            |
| 21      | Serbia             |
| 22      | Portogallo         |
| 23      | Ucraina            |
| 24      | Slovacchia         |

|  | Qualificata al campionato mondiale 2025 |

## Statistiche

### Classifica marcatrici
Fonte:.
| Pos. | Nome                  | Nazionale   | Reti | Tiri |
| ---- | --------------------- | ----------- | ---- | ---- |
| 1    | Katrin Klujber        | Ungheria    | 60   | 103  |
| 2    | Henny Reistad         | Norvegia    | 50   | 81   |
| 3    | Tjaša Stanko          | Slovenia    | 48   | 75   |
| 4    | Đurđina Jauković      | Montenegro  | 47   | 81   |
| 5    | Tabea Schmid          | Svizzera    | 44   | 62   |
| 6    | Viktória Győri-Lukács | Ungheria    | 42   | 60   |
| 6    | Nathalie Hagman       | Svezia      | 42   | 60   |
| 8    | Anne Mette Hansen     | Danimarca   | 40   | 62   |
| 8    | Dione Housheer        | Paesi Bassi | 40   | 67   |
| 10   | Emma Lindqvist        | Svezia      | 37   | 55   |

## Premi individuali
Migliori giocatrici del torneo.
| Ruolo               | Giocatrice            |
| ------------------- | --------------------- |
| Portiere            | Anna Kristensen       |
| Ala sinistra        | Emma Friis            |
| Terzino sinistro    | Tjaša Stanko          |
| Centrale            | Henny Reistad         |
| Terzino destro      | Katrin Klujber        |
| Ala destra          | Viktória Győri-Lukács |
| Pivot               | Tatjana Brnović       |
| Migliore giocatrice | Anna Kristensen       |
| Migliore difensore  | Pauletta Foppa        |
| Migliore giovane    | Petra Simon           |